# تجمع المهنيين السودانيين
تَجمّع المهنيين السودانيين هي جمعية تضمّ 17 نقابة سودانية مختلفة؛ تأسّست في تشرين الأول/أكتوبر 2012 لكنّها لم تُسجّل رسميًا حينها بسببِ الإجراءات الحكومية الصارمة ضدّ النقابات قبل أن تُصبح رسميّة في تشرين الأول/أكتوبر من عام 2016 بعد تحالفٍ بين لجنة أطباء السودان المركزية، شبكة الصحفيين السودانيين وتحالف المحاميين الديمقراطيين. في كانون الأول/ديسمبر 2018؛ دعا تجمّع المهنيين الحكومة السودانية إلى الرفعِ من الحد الأدنى للأجور وتحسين الوضعيّة الاقتصادية للشعب ثمّ تطوّرت الأمور بعدما شاركَ التجمع في الاحتجاجات في مدينة عطبرة ضد ارتفاع تكلفة المعيشة؛ قبل أن يلعب دورًا بارزًا في الاحتجاجات ضد حكومة عمر البشير خلال عام 2019.

## التأسيس
اعتبرَت في عام 2012 شبكة الصحفيين السودانيين أنها ليست قويّةً بما فيه الكفاية للتأثير في قرارات الحكومة فقرّرت الشبكة الانضمام إلى لجنة أطباء السودان وتحالف المحاميين الديموقراطيين. بحلول عام 2014؛ قرّرت هذه التشكيلات الثلاث الاندماج تحتَ لواء تجمع المهنيين السودانيين وبدأت التخطيط للقيام بحملات الهدفُ منها رفع الأجور وتحسين ظروف العمل. في تشرين الأول/أكتوبر 2016؛ تأسَّس تحالفٌ رسميّ بين اللجان الثلاث بعد التوقيع على ميثاقٍ مكتوب يشرحُ نظام تجمع المهنيين وطريقة عمله وكذا الهدف من وجوده.

## الثورة السودانية
بعد اندلاع احتجاجات عطبرة في 19 كانون الثاني/ديسمبر 2018؛ قرّر تجمع المهنيين المُشاركة في التظاهرات حيثُ دعا إلى زيادة الحد الأدنى للأجور قبل أن تتطوّر الأمور ويتوحدّ مطلب المتظاهرين في إسقاط النظام بالكامل. طوال نصفِ عام؛ نجحَ تجمّع المهنيين المكوّن من أفراد من الشعب السوداني في قيادة الاحتجاجات وتنظيمها وكان شاهدًا على سقوط نظام عمر البشير بعد الانقلاب عليه من قِبل الجيش كما قادَ تظاهرات أخرى ضدّ المجلس العسكري مطالبًا إيّاه بتسليم السلطة للمدنيين. في أعقابِ مجزرة القيادة العامة في 3 حزيران/يونيو 2019؛ دعا تجمّع المهنيين إلى العصيان المدني الكامل والإضراب السياسي المفتوح كما اتهمَ المجلس العسكري بالوقوفِ وراء عمليّات القتل الجماعي والنهب والاغتصاب والقمع العنيف للمتظاهرين. وكان تجمّع المهنيين قد برزَ في الاحتجاجات الشعبية بفضلِ إيمانهِ بالمقاومة السلميّة في جميع التظاهرات المطالبة بالتغيير.